# Sorrento Calcio 1945 2022-2023
Questa voce raccoglie le informazioni riguardanti il Sorrento Calcio 1945 nelle competizioni ufficiali della stagione 2022-2023.

## Divise e sponsor
Il fornitore tecnico per la stagione 2022-2023 è Zeus Sport, mentre gli sponsor di maglia sono i seguenti:
- MSC, il cui marchio appare al centro delle divise
- Caremar, sulla parte destra del petto
- Gasway, sul retro sotto il numero di maglia

| 1ª divisa | 2ª divisa |

## Rosa
| N. |                   | Ruolo | Calciatore           |
| -- | ----------------- | ----- | -------------------- |
|    | Italia (bandiera) | P     | Benedetto Castellano |
|    | Italia (bandiera) | P     | Giuseppe Cervellera  |
|    | Italia (bandiera) | P     | Ludovico Del Sorbo   |
|    | Italia (bandiera) | D     | Matteo Bisceglia     |
|    | Italia (bandiera) | D     | Davide Cacace        |
|    | Italia (bandiera) | D     | Marco Chiricallo     |
|    | Italia (bandiera) | D     | Francesco Fusco      |
|    | Italia (bandiera) | D     | Francesco Sigismondo |
|    | Italia (bandiera) | D     | Francesco Todisco    |
|    | Italia (bandiera) | D     | Gianmarco Todisco    |
|    | Italia (bandiera) | D     | Mattia Tufano        |
|    | Italia (bandiera) | C     | Giulio Carotenuto    |
|    | Italia (bandiera) | C     | Marco Cuccurullo     |
|    | Italia (bandiera) | C     | Bilal Erradi         |
|    | Panama (bandiera) | C     | Eric Herrera         |
|    | Italia (bandiera) | C     | Giuseppe La Monica   |

| N. |                    | Ruolo | Calciatore           |
| -- | ------------------ | ----- | -------------------- |
|    | Italia (bandiera)  | C     | Raffaele Maresca     |
|    | Italia (bandiera)  | C     | Luca Mercuri         |
|    | Italia (bandiera)  | C     | Stefano Selvaggio    |
|    | Gambia (bandiera)  | A     | Ismaila Badje        |
|    | Italia (bandiera)  | A     | Giovanni Cappiello   |
|    | Marocco (bandiera) | A     | Badr El Ouazni       |
|    | Italia (bandiera)  | A     | Gabriel D'Ottavi     |
|    | Italia (bandiera)  | A     | Davide Gaetani       |
|    | Italia (bandiera)  | A     | Alfonso Gargiulo     |
|    | Italia (bandiera)  | A     | Francesco Pio Petito |
|    | Italia (bandiera)  | A     | Antonio Potenza      |
|    | Italia (bandiera)  | A     | Salvatore Scala      |
|    | Italia (bandiera)  | A     | Emanuele Serrano     |
|    | Italia (bandiera)  | A     | Mattia Sessa         |
|    | Italia (bandiera)  | A     | Felice Simonetti     |

## Calciomercato

### Sessione estiva
| Acquisti | Acquisti             | Acquisti     | Acquisti      |
| R.       | Nome                 | da           | Modalità      |
| -------- | -------------------- | ------------ | ------------- |
| D        | Mattia Bisceglia     | Cannara      | svincolato    |
| D        | Marco Chiricallo     | Monopoli     | svincolato    |
| D        | Francesco Fusco      | Cassino      | svincolato    |
| D        | Francesco Sigismondo | Juve Stabia  | svincolato    |
| D        | Francesco Todisco    | Benevento    | svincolato    |
| D        | Gianmarco Todisco    | Juve Stabia  | svincolato    |
| C        | Giulio Carotenuto    | Portici      | svincolato    |
| C        | Marco Cuccurullo     | Teramo       | svincolato    |
| C        | Nino Falanga         | San Marzano  | fine prestito |
| C        | Eric Herrera         | Fano         | svincolato    |
| C        | Luca Mercuri         | Lavello      | svincolato    |
| A        | Giovanni Cappiello   |              | svincolato    |
| A        | Gabriel D'Ottavi     | Casertana    | svincolato    |
| A        | Badr El Ouazni       | Chieti       | svincolato    |
| A        | Davide Gaetani       | Lanusei      | svincolato    |
| A        | Francesco Guidoni    | Vico Equense | fine prestito |
| A        | Antonio Potenza      | Taranto      | svincolato    |
| A        | Salvatore Scala      | Portici      | svincolato    |
| A        | Emanuele Serrano     | Albanova     | svincolato    |
| A        | Mattia Sessa         | Potenza      | svincolato    |
| A        | Roberto Starita      | Sant'Agnello | fine prestito |

| Cessioni | Cessioni             | Cessioni            | Cessioni   |
| R.       | Nome                 | a                   | Modalità   |
| -------- | -------------------- | ------------------- | ---------- |
| P        | Ciro Pinto           | Campobasso          | svincolato |
| P        | Gianluca Volzone     | Buccino Volcei      | svincolato |
| D        | Piersilvio Acampora  | Massa Lubrense      | svincolato |
| D        | Oscar Guarino        | Portici             | svincolato |
| D        | Vincenzo Manco       | Afragolese          | svincolato |
| D        | Davide Mansi         | Afragolese          | svincolato |
| D        | Giovanni Petrazzuolo | Santa Maria Cilento | svincolato |
| D        | Francesco Rizzo      | Alessandria         | svincolato |
| C        | Vincenzo Carrotta    | Palmese             | svincolato |
| C        | Andrea Cassata       | Angri               | svincolato |
| C        | Ousmane Diop         | Sambuceto           | svincolato |
| C        | Marcello Di Palma    | Sora                | svincolato |
| C        | Nino Falanga         |                     | svincolato |
| C        | Alessandro Ferraro   |                     | svincolato |
| C        | Adriano Mezavilla    | Vico Equense        | svincolato |
| C        | Vincenzo Romano      | Gravina             | svincolato |
| C        | Raffaele Virgilio    | Afragolese          | svincolato |
| A        | Francesco Guidoni    | Vico Equense        | svincolato |
| A        | Catello Marciano     | Pompei              | prestito   |
| A        | Francesco Ripa       |                     | svincolato |
| A        | Roberto Starita      | Ischia              | prestito   |
| A        | Gianmarco Tedesco    | Pompei              | svincolato |

### Sessione invernale
| Acquisti | Acquisti            | Acquisti         | Acquisti   |
| R.       | Nome                | da               | Modalità   |
| -------- | ------------------- | ---------------- | ---------- |
| P        | Giuseppe Cervellera | Sangiuliano City | svincolato |
| D        | Mattia Tufano       | Cavese           | svincolato |
| C        | Bilal Erradi        | Juve Stabia      | svincolato |
| C        | Raffaele Maresca    | Cosenza          | prestito   |
| A        | Ismaila Badjie      |                  | svincolato |
| A        | Felice Simonetti    | Palmese          | svincolato |

| Cessioni | Cessioni             | Cessioni           | Cessioni   |
| R.       | Nome                 | a                  | Modalità   |
| -------- | -------------------- | ------------------ | ---------- |
| D        | Francesco Sigismondo |                    | svincolato |
| C        | Luca Mercuri         | Chieti             | svincolato |
| A        | Giovanni Cappiello   | Team Nuova Florida | svincolato |
| A        | Badr El Ouazni       |                    | svincolato |
| A        | Emanuele Serrano     | Pompei             | svincolato |
| A        | Mattia Sessa         | Lavello            | prestito   |

## Risultati

### Serie D

#### Girone di andata
| Arbitro: | Nigro (Prato) |

|                             |           |                             |
| Fontana 19’, 44’ Carosi 47’ | Marcatori | 7’ (rig.) Serrano 43’ Fusco |

| Arbitro: | Striamo (Salerno) |

|             |           |            |
| Gaetani 39’ | Marcatori | 52’ Coquin |

| Arbitro: | Allegretta (Molfetta) |

|                  |           |             |
| Gaetani 48’, 62’ | Marcatori | 37’ Galdean |

| Arbitro: | Aldi (Lanciano) |

|  |           |                            |
|  | Marcatori | 34’ Gaetani 44’ Cuccurullo |

| Arbitro: | Dasso (Genova) |

|                           |           |             |
| Herrera 16’ La Monica 19’ | Marcatori | 67’ Ferrari |

| Arbitro: | Riahi (Lovere) |

|  |           |            |
|  | Marcatori | 52’ Cacace |

| Arbitro: | Frasynyak (Gallarate) |

|                                      |           |  |
| Gaetani 50’ Scala 54’ Gargiulo 90+6’ | Marcatori |  |

| Arbitro: | Piccolo (Pordenone) |

|              |           |                                   |
| González 40’ | Marcatori | 33’ Cacace 53’ Petito 57’ Todisco |

| Arbitro: | Monesi (Crotone) |

|                                   |           |            |
| Gaetani 52’ Fusco 56’ Herrera 87’ | Marcatori | 11’ Sartor |

| Arbitro: | Leotta (Acireale) |

|              |           |               |
| Pozzebon 45’ | Marcatori | 66’ La Monica |

| Arbitro: | Poli (Verona) |

|             |           |  |
| Gaetani 27’ | Marcatori |  |

| Arbitro: | Cerea (Bergamo) |

|                                  |           |              |
| Nurchi 36’ Mancosu 64’ Manca 88’ | Marcatori | 5’ La Monica |

| Arbitro: | Arcidiacono (Acireale) |

|                          |           |             |
| D'Ottavi 47’ Serrano 85’ | Marcatori | 77’ Ferrari |

| Arbitro: | Viapiana (Catanzaro) |

|                             |           |  |
| Lucchese 44’ Ingretolli 73’ | Marcatori |  |

| Arbitro: | Marra (Mantova) |

|                                            |           |                 |
| D'Ottavi 19’ Cacace 35’ La Monica 36’, 76’ | Marcatori | 1’ (rig.) Scanu |

| Arbitro: | Acquafredda (Molfetta) |

|  |           |                    |
|  | Marcatori | 59’ (rig.) Gaetani |

| Arbitro: | Drigo (Portogruaro) |

|                                          |           |  |
| Pagano 31’ (aut.) Gaetani 35’ Petito 51’ | Marcatori |  |

#### Girone di ritorno
| Sorrento 8 gennaio 2023, ore 14:30 CET 18ª giornata | Sorrento              | 0 – 0 | Real Monterotondo Scalo | Stadio Italia\| Arbitro: \| Palmieri (Conegliano) \| |
| Arbitro:                                            | Palmieri (Conegliano) |       |                         |                                                      |

| Arbitro: | Bianchi (Prato) |

|                             |           |                              |
| Filogamo 30’ Di Gennaro 62’ | Marcatori | 21’ Carotenuto 71’ La Monica |

| Arbitro: | Galvini (Aprilia) |

|              |           |  |
| Pugliese 70’ | Marcatori |  |

| Arbitro: | Gasperotti (Rovereto) |

|  |           |                     |
|  | Marcatori | 45+1’ Sebastianelli |

| Tivoli 5 febbraio 2023, ore 14:30 CET 22ª giornata | Tivoli            | 0 – 0 | Sorrento | Stadio Olindo Galli\| Arbitro: \| Zago (Conegliano) \| |
| Arbitro:                                           | Zago (Conegliano) |       |          |                                                        |

| Arbitro: | Torreggiani (Civitavecchia) |

|               |           |  |
| La Monica 26’ | Marcatori |  |

| Arbitro: | Catanzaro (Catanzaro) |

|  |           |                                    |
|  | Marcatori | 33’ Simonetti 73’ Scala 87’ Erradi |

| Arbitro: | Picardi (Viareggio) |

|                      |           |  |
| Erradi 35’ Badje 82’ | Marcatori |  |

| Arbitro: | Teghille (Collegno) |

|          |           |              |
| Lika 51’ | Marcatori | 90+6’ Petito |

| Arbitro: | Silvestri (Roma 1) |

|                        |           |                            |
| La Monica 6’ Badje 20’ | Marcatori | 26’ Di Somma 44’ De Felice |

| Arbitro: | Totaro (Lecce) |

|  |           |                   |
|  | Marcatori | 44’ (rig.) Cacace |

| Arbitro: | Sassano (Padova) |

|                      |           |          |
| Scala 24’ Erradi 47’ | Marcatori | 55’ Ladu |

| Arbitro: | Terribile (Bassano del Grappa) |

|                            |           |  |
| Manzo 18’ Bollino 23’, 65’ | Marcatori |  |

| Arbitro: | Peletti (Crema) |

|              |           |  |
| La Monica 1’ | Marcatori |  |

| Arbitro: | Rodigari (Bergamo) |

|  |           |          |
|  | Marcatori | 5’ Scala |

| Arbitro: | D'Ambrosio Giordano (Collegno) |

|                             |           |               |
| Cuccurullo 1’ La Monica 66’ | Marcatori | 55’ Giannetti |

| Arbitro: | Vailati (Crema) |

|  |           |                                      |
|  | Marcatori | 19’ Petito 75’ Scala 90+7’ Simonetti |

### Poule scudetto
| Arbitro: | Pizzi (Bergamo) |

|  |           |                           |
|  | Marcatori | 73’ Scala 90+1’ La Monica |

| Arbitro: | Catanzaro (Catanzaro) |

|                                  |           |  |
| Todisco 18’ Badje 56’ Petito 61’ | Marcatori |  |

| Arbitro: | Zago (Conegliano) |

|                          |           |               |
| Pisano 90+1’ Spini 90+3’ | Marcatori | 22’ Simonetti |

| Arbitro: | Viapiana (Catanzaro) |

|                           |           |  |
| Gaetani 58’ La Monica 86’ | Marcatori |  |

| Arbitro: | Di Loreto (Terni) |

|             |           |                          |
| Gaetani 45’ | Marcatori | 3’ Pane 49’, 55’ Márquez |

### Coppa Italia Serie D
| Arbitro: | Petrov (Roma 1) |

|  |           |              |
|  | Marcatori | 19’ Garofalo |

## Statistiche

### Statistiche di squadra
| Competizione         | Punti | In casa | In casa | In casa | In casa | In casa | In casa | In trasferta | In trasferta | In trasferta | In trasferta | In trasferta | In trasferta | Totale | Totale | Totale | Totale | Totale | Totale | DR  |
| Competizione         | Punti | G       | V       | N       | P       | Gf      | Gs      | G            | V            | N            | P            | Gf           | Gs           | G      | V      | N      | P      | Gf     | Gs     | DR  |
| -------------------- | ----- | ------- | ------- | ------- | ------- | ------- | ------- | ------------ | ------------ | ------------ | ------------ | ------------ | ------------ | ------ | ------ | ------ | ------ | ------ | ------ | --- |
| Serie D              | 70    | 17      | 13      | 3       | 1       | 31      | 11      | 17           | 8            | 4            | 5            | 22           | 17           | 34     | 21     | 7      | 6      | 53     | 28     | +25 |
| Poule scudetto       |       | 2       | 2       | 0       | 0       | 5       | 0       | 2            | 1            | 0            | 1            | 3            | 2            | 5      | 3      | 0      | 2      | 9      | 5      | +4  |
| Coppa Italia Serie D | -     | 0       | 0       | 0       | 0       | 0       | 0       | 1            | 0            | 0            | 1            | 0            | 1            | 1      | 0      | 0      | 1      | 0      | 1      | -1  |
| Totale               |       | 19      | 15      | 3       | 1       | 36      | 11      | 20           | 9            | 4            | 7            | 25           | 20           | 40     | 24     | 7      | 9      | 62     | 34     | +28 |

### Andamento in campionato
| Giornata  | 1  | 2  | 3 | 4 | 5 | 6 | 7 | 8 | 9 | 10 | 11 | 12 | 13 | 14 | 15 | 16 | 17 | 18 | 19 | 20 | 21 | 22 | 23 | 24 | 25 | 26 | 27 | 28 | 29 | 30 | 31 | 32 | 33 | 34 |
| --------- | -- | -- | - | - | - | - | - | - | - | -- | -- | -- | -- | -- | -- | -- | -- | -- | -- | -- | -- | -- | -- | -- | -- | -- | -- | -- | -- | -- | -- | -- | -- | -- |
| Luogo     | T  | C  | C | T | C | T | C | T | C | T  | C  | T  | C  | T  | C  | T  | C  | C  | T  | T  | C  | T  | C  | T  | C  | T  | C  | T  | C  | T  | C  | T  | C  | T  |
| Risultato | P  | N  | V | V | V | V | V | V | V | N  | V  | P  | V  | P  | V  | V  | V  | N  | N  | P  | P  | N  | V  | V  | V  | N  | N  | V  | V  | P  | V  | V  | V  | V  |
| Posizione | 13 | 14 | 9 | 6 | 3 | 1 | 1 | 1 | 1 | 1  | 1  | 1  | 1  | 1  | 1  | 1  | 1  | 1  | 1  | 2  | 2  | 2  | 1  | 1  | 1  | 2  | 2  | 1  | 2  | 2  | 2  | 2  | 2  | 1  |

Legenda:

Luogo: C = Casa; T = Trasferta. Risultato: V = Vittoria; N = Pareggio; P = Sconfitta.